# Haymaker
Ein Haymaker (dt. Heumacher) ist eine Bezeichnung für einen Schwinger (Kampfsport), der mit der gesamten Schlagkraft eines Kämpfers ausgeführt wird und den Gegner K. o. schlagen soll.
Verwendet wird der Begriff vor allem im Boxsport, aber auch im Zusammenhang mit Schlägereien. Bei der Kommentierung von Boxkämpfen wird auch die deutsche Übersetzung verwendet. 